# Osvaldo Altobello
Osvaldo „Ozzie” Altobello – postać fikcyjna z serii Ojciec chrzestny.
Jest on donem, który odziedziczył majątek rodziny Tattaglia. Urodził się w 1898 roku i był ojcem chrzestnym Connie Corleone. Za młodu współpracował z donem Vito, a później z jego synem i następcą, Michaelem. Zawiązuje spisek z Joem Zasą. Gdy ten wychodzi z zebrania donów, Altobello wychodzi za nim, by uniknąć śmierci. Chwilę potem Joey morduje większość donów z lecącego helikoptera za pomocą karabinu maszynowego. Gdy Michael domyśla się prawdy, rozkazuje swojemu bratankowi, Vincentowi Mancini, udać zdradę i szpiegować Altobello. Vincent wykonuje zadanie i dowiaduje się, że Altobello działał również w spółce z włoskim donem Luchesse. Altobello zostaje zaproszony na debiut Tony’ego Corleone w Cavalleria Rusticana. Tam Connie, pod pozorem 80. urodzin Altobello'a, daje mu zatrute ciastka cannoli. Altobello podejrzewał zdradę i kazał spróbować swojej chrzestnej córce ciastek, a ta zlizała tylko odrobinę śmietany, lecz to wystarczało Osvaldowi, by się nabrał. Umiera w trakcie przedstawienia.
W filmie Ojciec chrzestny III jego postać odegrał Eli Wallach.